# 程德陨石坑

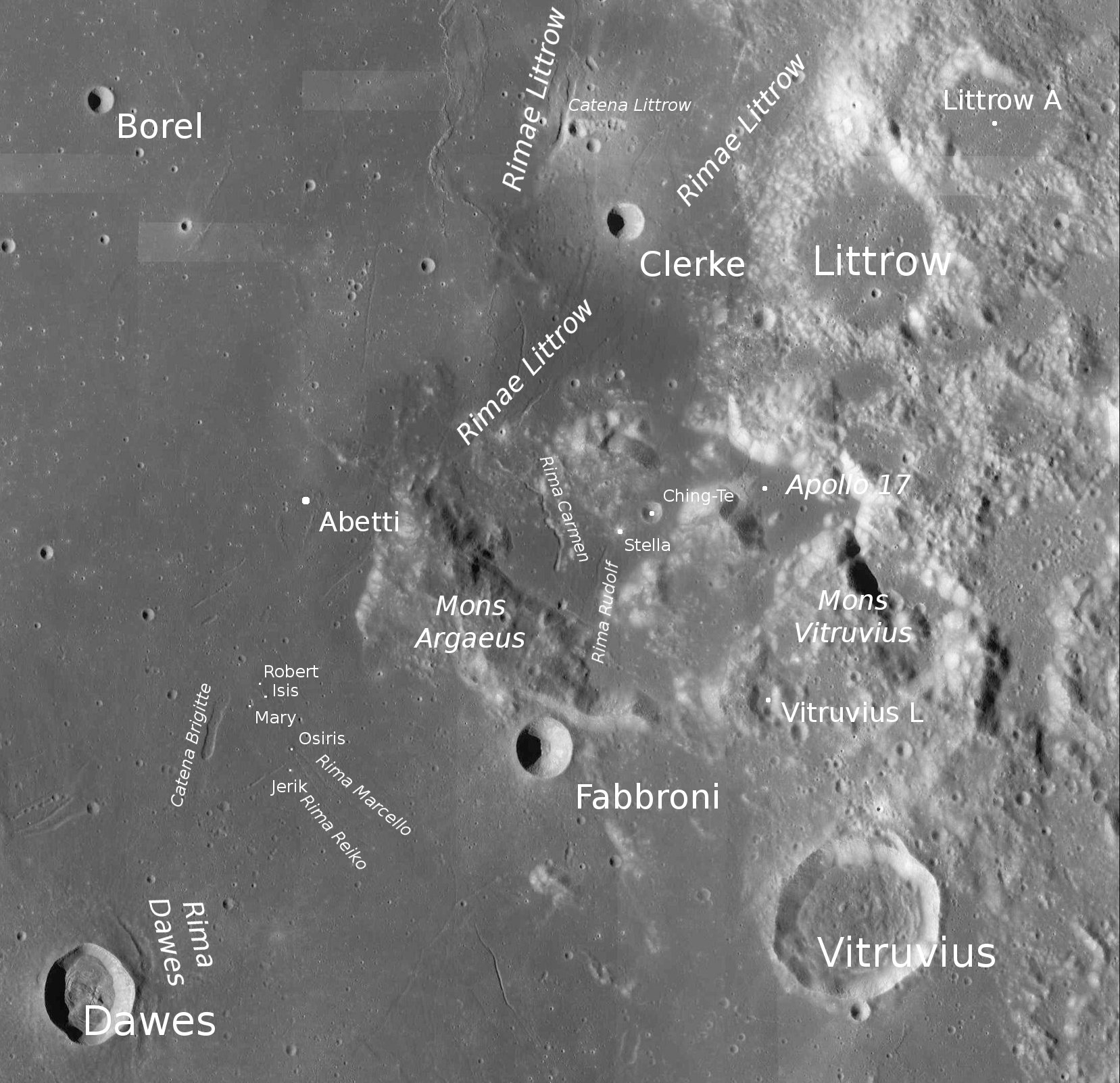
程德陨石坑(图中间)及其周围地区

程德陨石坑（Ching-Te 譯音）是位于澄海东部山地区的一座小型月球撞击坑。它是一座圆形、碗状，无鲜明特点的陨坑。程德陨石坑的南面坐落着法布隆尼陨石坑、东北为利特罗陨石坑、北面则是利特罗月溪及克勒克陨石坑。它东面一条20公里长的陶拉斯-利特罗谷是1972年12月11日阿波罗17号的着陆点。
在程德陨石坑和西南的阿尔加山之间坐落着一座带有明亮射纹系统，被国际天文学联合会命名为史黛拉的小陨石坑，一个拉丁女性名的称谓，与程德陨坑不同，并不特指某个人，它的月面座标为北纬19.9°、东经29.8°，直径1公里。

## 陨石坑命名
程德隕石坑是1976年，由美國太空總署太空科學家和地質學家法魯克·埃爾-巴茲（Farouk El-Baz）提名四位1975年至1976年期間，在紐約聯合國工作的美籍華裔人士其中一位男士的名字，另外三人是女性，她們分別是：鄭娥（Chang-Ngo 譯音）、宋美（Sung-Mei 譯音）和尹茹（Wan-Yu 譯音）。這些都是名字，不包括姓氏，是她們工作時其他人對她們的稱呼。
上述資料是由中國天文愛好者林景明在2022年向國際天文聯會行星系統命名工作組前任秘書羅莎琳·海沃德（Rosalyn Hayward）女士查詢，並且得到確認，說明程德陨石坑的名字與中國景德鎭（地方名）無關。鄭娥隕石坑也與中國神話嫦娥無關。
這四人的提名資料保存在美國史密森學會檔案館，已經封存了法魯克·埃爾-巴茲87箱文件中的第19箱內。這些資料需要等待他逝世後，按照美國法律程序解封，才可以給公眾查閱。